# Цементарниця (стадіон)
Стадіон Цементарниця мак. Стадион Цементарница — багатофункціональний стадіон у місті Скоп'є, Північна Македонія. Використовується для проведення домашніх матчів ФК «Цементарниця 55» та «Горно Лисиче». Вміщує 2000 глядачів. У сезоні 2002/03 років на стадіоні відбувся фінальний матч кубку Македонії.
Стадіон розташований у переважно промисловій південній частині міста, в безпосередній близькості від цементного заводу, у сезоні 1998/99 років входив до трійки найменших футбольних стадіонів Першої ліги Македонії.